# Murina florium
Murina florium is een vleermuis uit het geslacht Murina die voorkomt van Sulawesi en de Kleine Soenda-eilanden tot Nieuw-Guinea en Noordoost-Australië. Rondom Nieuw-Guinea is de soort gevangen op Ambon, Batjan, Buru, Gorong, Seram, Umboi en de Bismarck-archipel. In Australië is de soort pas in 1981 voor het eerst gevonden; dit dier leeft daar in bossen op 200 tot 1000 m hoogte tussen Shiptons Flat en Paluma in Noordoost-Queensland. Er worden drie ondersoorten erkend, florium Thomas, 1906, lanosa Thomas, 1910 en toxopei Thomas, 1923, maar hun verspreidingen en afgrenzingen zijn onduidelijk.
Deze kleine vleermuis heeft net als andere Murina-soorten opvallende buisvormige, naar buiten wijzende neusgaten. De oren zijn breed en rond. De lange, dichte vacht is aan de bovenkant van het lichaam rood- tot grijsbruin en aan de onderkant grijs. De kop-romplengte bedraagt 41 tot 50 mm, de staartlengte 31 tot 39 mm, de voorarmlengte 33 tot 36 mm, de oorlengte 12 tot 15 mm en het gewicht 4 tot 9 g.
Dit dier slaapt tussen dichte vegetatie of in oude vogelnesten. M. florium leeft van geleedpotigen, die van bomen af worden gegraaid. Misschien eet hij ook nectar. De vlucht is langzaam en fladderend. De uitwerpselen worden opgevangen in het staartmembraan en daarna opgegeten.